# Confederación Patronal de la República Mexicana
La Confederación Patronal de la República Mexicana (COPARMEX, por su acrónimo) es un sindicato patronal de afiliación voluntaria que aglutina empresarios de todos los sectores que buscan representación en el ámbito laboral y social.
Coparmex está conformada por una red de 68 Centros Empresariales, 14 Federaciones, 3 Representaciones y 14 Delegaciones en todos los estados de la República. Además, 19 Comisiones de Trabajo nacionales se dedican al estudio y generación de propuestas en las temáticas más importantes de la economía y la sociedad.
El presidente de la Confederación para el periodo 2021-2022 es José Medina Mora Icaza.

## Historia
Fue constituida el 26 de septiembre de 1929, por iniciativa del industrial regiomontano Luis G. Sada, quien durante una convención de las Cámaras Nacionales de Comercio e Industria de México, dio a conocer la idea de formar una organización distinta a las Cámaras constituidas por disposición legal, que aglutinara al mayor número posible de empresarios a fin de representarles y darles cohesión política y social.
En una primera época, la organización debió hacer una defensa jurídica de sus motivaciones y su razón de ser, ante un poder público concentrador y férreo. Según algunos, la Confederación surgió como una organización defensiva de los patrones ante una «ola de radicalismo antiempresarial que atravesó al país».
De ahí, la Coparmex pasó a configurar su base doctrinaria que, al decir de sus agrupados, se funda en una filosofía humanista.
Después, durante la década de los años ochenta, en el siglo XX, se promovieron sistemas para la formación, la capacitación y para elevar el nivel técnico de los empresarios. En la actualidad se han multiplicado los servicios de la organización y la confederación asume posiciones de vanguardia, influyendo claramente en la vida política y social de México.
Coparmex sostiene que ha logrado influir en la adopción, por parte del gobierno, de políticas más acordes al pensamiento empresarial y que ha posibilitado la creación de otras organizaciones afines, robusteciendo su posición en la vida política del país, tales como el Consejo Nacional Agropecuario (CNA); el Instituto de Proposiciones Estratégicas (IPE); la Comisión de Educación del Sector Empresarial (CESE); Consejo Empresarial de Inversión y Desarrollo del Sureste (CEIDES); la Fundación para el Desarrollo Sostenible en México (FUNDES) y Sistema de Desarrollo Empresarial Mexicano (DESEM).

## Misión y Visión
Contribuir al establecimiento de condiciones para la prosperidad de todos los mexicanos que propicien una creciente cohesión social, para que las empresas se desarrollen, multipliquen y cumplan con su función creadora de empleo y de riqueza con responsabilidad social.
Ser una institución independiente de referencia obligada para el empresariado y la sociedad en general por su contribución significativa al desarrollo integral basado en la competitividad y en la libre competencia en todos los ámbitos del país, así como al establecimiento de las condiciones para la prosperidad de todos los mexicanos.

## Representaciones
COPARMEX busca participar en las decisiones de política pública a través de  espacios de representación en Instituciones Públicas, Privadas y Sociales, en ámbitos estratégicos para el desarrollo de las empresas y del país como lo son los laborales, fiscales, inclusión financiera, seguridad social, vivienda, educación, desarrollo empresarial, entre otros.
En ese sentido, la Confederación tiene espacios de representación en las siguientes instituciones:

### Educación
- Colegio Nacional de Educación Profesional Técnica (CONALEP).
- Consejo Coordinador Empresarial (CCE).
- Fundación Educación Superior Empresa (FESE).

## Comisiones de trabajo
COPARMEX se sustenta a través de sus Comisiones de trabajo, espacios que integran a diversos empresarios con características y funciones a fin, teniendo como objetivo impulsar los distintos sectores empresariales y económicos, tanto a nivel nacional, como a las comisiones locales de cada estado de la república.
Cada comisión cuenta con una estructura funcional que permite generar propuestas políticas, sociales y económicas; proyectos, alianzas y esquemas de trabajo según las necesidades de la región. La comisión es dirigida por un(a) presidente que establece los objetivos a cumplir, las comisiones vigentes son:
- Comisión de Emprendimiento
- Comisión de Empresarios Jóvenes
- Comisión de Energía
- Comisión de Sustentabilidad y Medio Ambiente
- Comisión Laboral
- Comisión de Vivienda
- Comisión de Educación
- Comisión de Seguridad y Justicia
- Comisión Ética e Integridad
- Comisión Desarrollo Democrático
- Comisión Competitividad y Mejora Regulatoria
- Comisión Fiscal
- Comisión de Turismo
- Comisión Innovación Empresarial
- Comisión de Seguridad Social y Salud
- Comisión de Negocios Y Financiamientos
- Comisión de Asuntos Internacionales
- Comisión de Cabildeo y Enlace Legislativo

## Representación internacional
COPARMEX tiene una estrategia integral de vertebración y capacidad de incidencia, por ello promueve posicionamientos para el desarrollo sostenible y la transversalización de su Plan Estratégico, por lo que tiene una participación activa en los siguientes foros y organismos internacionales:
- Banco Mundial.
- Organización para la Cooperación y Desarrollo Económicos (OCDE).
- Organización de las Naciones Unidas (ONU).
- Organización de los Estados Americanos (OEA).
- Organización Internacional de Empleadores (OIE).
- Organización Internacional de Trabajo (OIT).

Además, mantiene colaboración con organismos empresariales en otros países del mundo como:
- Asociación Nacional de Industriales (ANDI) de Colombia.
- Asociación para la Cooperación Técnica y Alianzas Sostenibles en el Extranjero (AOTS, por sus siglas en inglés) de Japón.
- Confederación Española de Organizaciones Empresariales (CEOE).
- Federación Alemana de Industria (BDI, por sus siglas en alemán).
- Movimiento de Empresas de Francia (MEDEF).
- Unión de Cámaras Comerciales y Asociaciones de la Empresa Privada (UCCAEP).

## Presidentes de Coparmex
| Presidente                     | Periodo     |
| ------------------------------ | ----------- |
| Luis G. Sada                   | 1929 - 1930 |
| Leopoldo H. Palazuelos         | 1930 - 1945 |
| Mariano P. Suárez              | 1945 - 1959 |
| Roberto Guajardo Suárez        | 1960 - 1973 |
| Jorge Orvañanos Zúñiga         | 1973 - 1975 |
| Armando Fernández Velasco      | 1975 - 1976 |
| Andrés Sada Zambrano           | 1976 - 1978 |
| Manuel Clouthier del Rincón    | 1978 - 1980 |
| José Luis Coindreau            | 1980 - 1982 |
| José María Basagoiti Noriega   | 1982 - 1984 |
| Alfredo Sandoval González      | 1984 - 1986 |
| Bernardo Ardavín Migoni        | 1986 - 1988 |
| Jorge Ocejo Moreno             | 1988 - 1991 |
| Héctor Larios Santillán        | 1991 - 1993 |
| Antonio Sánchez Díaz de Rivera | 1993 - 1995 |
| Carlos María Abascal Carranza  | 1995 - 1997 |
| Gerardo Aranda Orozco          | 1997 - 1999 |
| Alberto Fernández Garza        | 1999 - 2001 |
| Jorge Espina Reyes             | 2001 - 2003 |
| José Luis Barraza González     | 2003 - 2004 |
| Alberto Núñez Esteva           | 2004 - 2006 |
| Ricardo González Sada          | 2006 - 2009 |
| Gerardo Gutiérrez Candiani     | 2009 - 2012 |
| Alberto Espinosa Desigaud      | 2012        |
| Juan Pablo Castañón Castañón   | 2012 - 2015 |
| Mario Narváez David            | 2015        |
| Gustavo A. De Hoyos Walther    | 2016 - 2020 |
| José Medina Mora Icaza         | 2021 - 2024 |
| Juan José Sierra Álvarez       | 2025 - 2026 |

## Situaciones polémicas

### Libros de texto de 1974
En octubre de 1974, los libros de texto de nivel primaria incluyeron temas sobre educación sexual y marxismo, lo cual despertó la críticas, quejas y acciones de COPARMEX y organizaciones como Acción Nacional, la Asociación Nacional Cívica Femenina, la Unión de Directores de Escuelas Particulares Incorporadas y la Unión Nacional de Padres de Familia.

### Nombramiento de Javier Lozano como vocero
El 28 de abril de 2020, el entonces presidente nacional Gustavo de Hoyos Walther, anunció en su cuenta personal de Twitter que el exsenador Javier Lozano sería "Vocero Especial de la Defensa del Estado de Derecho" de COPARMEX; Lozano respondió que estaría "en la primera línea para defender, con todo, nuestro régimen democrático y de libertades".
Sin embargo, horas más tarde la Confederación lazó un comunicado de prensa en el que puntualizó que Lozano sería uno más de los muchos voluntarios que aportan "sus conocimientos en conferencias, seminarios y foros, en el ámbito de la pluralidad, apertura y tolerancia propias de la membresía de la Coparmex", pues el único titular de la Vocería es el Presidente Nacional.
Javier Lozano rechazó la invitación y señaló el cambio de postura de la organización.

### Señalamientos desde Palacio Nacional
El 27 de marzo de 2020, el presidente Andrés Manuel López Obrador aseguró que el entonces Presidente de COPARMEX atacaba todos los días a su gobierno, "ya parece un sector del PAN", pues el día anterior la organización empresarial exigió al gobierno "tomar medidas urgentes para enfrentar el COVID-19 y las afectaciones económicas".

Rechazos a la Jornada Laboral y demás derechos laborales
Durante los últimos 2 años del sexenio de López Obrador y al inicio del Gobierno de Claudia Sheinbaum, la COPARMEX se ha opuesto a reformas que benefician a los trabajadores del país como la Reducción de la jornada laboral a 40 horas, Aguinaldo de 30 días, nuevos días feriados y permisos de paternidad de 20 días, dando argumentos sin base económica y carente de sentido al señalar que “no es un buen momento para tales reformas” aun cuando las ganancias de las empresas aumentan cada año. 